# 樂音樂隊
樂音樂隊（英語：The Music）是一隊來自英國利茲的樂隊，成立於1999年，隊內成員有史超活·高文（Stuart Coleman）、菲·佐頓（Phil Jordan）、羅拔·哈菲（Robert Harvey）和阿當·能達（Adam Nutter）。

## 簡歷
2001年，因為他們的自錄帶被NME音樂雜誌看上，被NME音樂雜誌記者Steve Lamacq形容為英國最好的一隊未出道樂隊。樂音樂隊從獨立唱片公司走到EMI唱片公司，發行了一千張小型唱片。2002年，發行了首張同名大碟，成為英國流行榜第4名.兩年後推出第二張唱片<歡迎來到北方>，碟內首5首歌曲經常被Channel V播放，同時間令樂隊知名度大增。

## 成員
- 羅拔·哈菲 – 主唱、吉他
- 阿當·能達 – 吉他
- 史超活·高文 – 貝斯
- 菲·佐頓 – 鼓

## 大碟
2002年-The Music(同名大碟)
2004年-Welcome To The North(歡迎來到北方)
2008年-Strength In Numbers

## 外部連結
- https://web.archive.org/web/20050706041134/http://www.themusic.co.uk/go/home/
- https://web.archive.org/web/20080802163440/http://www.themusicuk.com/
- http://www.the-music.info/ （页面存档备份，存于）